# Akka Ighane
Akka Ighane (en àrab أقا إيغان, Aqqā Īḡān; en amazic ⴰⵇⴰ ⵉⵖⴰⵏ) és una comuna rural de la província de Tata, a la regió de Souss-Massa, al Marroc. Segons el cens de 2014 tenia una població total de 6.452 persones.